# DGB-Jugendbildungsstätte Flecken Zechlin
| Logo            | Logo des DGB-Jugendbildungsstätte FZ |
| Rechtsform      | gGmbH                                |
| Gründung        | 1992                                 |
| Sitz            | 16183 Flecken Zechlin                |
| Geschäftsführer | Robert Sprinzl                       |
| Internetseite   | www.dgbjugendbildungsstaette.de      |

Die DGB-Jugendbildungsstätte Flecken Zechlin ist eine gemeinnützige Bildungseinrichtung in freier Trägerschaft in Flecken Zechlin. Angegliedert ist die Jugendbildungsstätte an den Landesbezirk Berlin Brandenburg des Deutschen Gewerkschaftsbundes. Hier werden die Seminare zur außerschulische politischen Bildung durchführt.

## Lage und Geografie
Die DGB-Jugendbildungsstätte Flecken Zechlin liegt in der Brandenburger Ortschaft Flecken Zechlin der Gemeinde Rheinsberg im Landkreis Ostprignitz-Ruppin. Das Gelände liegt direkt am Schwarzen See und damit im  Rheinsberger Seengebiet im Naturpark Stechlin-Ruppiner Land.
Das Gelände zeichnet sich durch eine naturnahe Bebauung mit Haupthaus, vier Bungalows, einer Feuerstelle mit Zeltwiese sowie einer Anlegestelle für Sportboote mit Badesteg aus. Am Ufer des Schwarzen Sees findet sich ein Beachvolleyballplatz.

## Geschichte
Mit der Angliederung der DDR an die BRD im Oktober 1990 ergab sich die Möglichkeit mit einer Jugendbildungsstätte vom ehemaligen Westberlin in das ländliche Umland der sich entwickelnden Bundeshauptstadt umzuziehen. Am Schwarzen See fand sich ein nicht fertig gestellter Rohbau des Holzkombinats Hennigsdorf. Hier entstand ab 1993 Jahren die DGB-Jugendbildungsstätte in Flecken Zechlin.
Zunächst noch stark durch gewerkschaftliche Gruppen belegt entwickelte sich die Arbeit mit Jugendlichen in allen Bereichen. Schwerpunkte waren die politische Jugendarbeit, die Auseinandersetzung mit der Gesellschaft im Allgemeinen und der Arbeitsgesellschaft im Speziellen.

## Die DGB-Jugendbildungsstätte heute – Profil
Die DGB-Jugendbildungsstätte Flecken Zechlin ist noch heute Bildungsstätte der Deutschen Gewerkschaftsbundes. Hier werden Seminare für Schülerinnen und Schüler, Bildungsurlaub für Auszubildende und junge Arbeitnehmer angeboten. Ziel der Bildungsangebote ist es, Handlungsfähigkeit und Beteiligung von Jugendlichen und jungen Erwachsenen in Betrieb, Ausbildung und Schule zu stärken. Mit 85 Betten verschiedener Kategorien (Einzel-, Zwei- und Dreibettzimmern, Bungalows, Zeltwiese) ist die Einrichtung Austragungsort für Jugendseminaren, Klassenfahrten und Ferienfreizeiten und im Schwerpunkt regionale und internationale (Jugend-)Bildungsveranstaltungen.
Die Einrichtung verfügt über eine Fitnessraum, einem Bootssteganlage mit eigenen Kanus und Kajaks, Sauna, Grillplatz, Bistro, Disco, Möglichkeiten zum Beachvolleyball und Tischtennis.

## Auszeichnungen
- 2024 wurde die DGB-Jugendbdilungsstätte mit dem Franz-Bobzien-Preis für Demokratie und Toleranz ausgezeichnet worden.[3]